# 카케구루이

카케구루이(賭ケグルイ)는 카와모토 호무라와, 나오무라 토오루의 작품이다. 일본의 도박 애니메이션이며, 「월간 간간 JOKER」(스퀘어 에닉스)에서 2014년 4월호부터 발간 중이다.
TV 애니메이션은 2017년 7월부터 9월까지 제1기, 2019년 1월부터 3월까지 제2기로 방영했고, TV 드라마는 2018년 1월부터 3월까지 제1기를 방영했다. 2019년 봄부터 제2기로 방영되었다. 실사영화는 2019년 5월에 공개되었다.

## 줄거리
스즈이 료타라는 남학생이 관찰자시점으로 이야기의 주체인 유메코의 도박판을 관찰하는 이야기이다. 햣카오 명문 사립 학교에서 벌어지는 도박이 주된 내용이다. 도박의 종류는 신경쇠약 카드게임, 포커, 상대방의 도박장에 룰에 따라 정해지는 특수도박등으로 나누어지며, 밝혀지지 않는 한 사기도박도 허용한다.